# Бари Уайт
Бари Уайт (на английски: Barry White) е американски певец, автор на песни и продуцент, роден в Тексас. Притежава отличителен, дълбок басов глас и успява да изгради добро име в областта на романтичната музика, създавайки много хитови соул и диско песни главно през 70-те с „Лав Ънлимитид Оркистра“. Носител е на две награди „Грами“, а някои от албумите и синглите му стават златни и платинени по целия свят.

## Биография
Роден е с името Бари Юджийн Картър (на английски: Barry Eugene Carter) на 12 септември 1944 г. в Галвстън, Тексас, той се премества в Лос Анджелис. 10-годишен става член на улична банда. На 16 години влиза в затвора за 4 месеца за кражба на гуми на „Кадилак“.
Сред хитовете му са: „I ‘m gonna love you just a little more baby“, „Never, never, Gonna Give You up“, „Can’t get enough of your love babe“, „You are the first, the last, my everything“, „What am i gonna do with you“, „Let the music play“, „Your sweetness is my weakness“, „Change“, „Sho’ you right“, „Practice what you preach“, „Been around the world“ c Лиза Стенсфилд, „In your wildest dreams“ с Тина Търнър и др.
Бари Уайт страда от високо кръвно налягане. През есента на 2002 г., вследствие на бъбречна недостатъчност, претърпява бъбречна операция. През май 2003 г. получава инсулт, след което се оттегля от публичния живот. Умира в болницата Седар Синай на 58 години. Тялото му е кремирано, а прахта е разпръсната от семейството му по бреговете на Калифорния.
Песните на Бари Уайт често са използвани в сериала „Али Макбийл“.
Бари Уайт е прототип на героя Шеф от анимационната поредица „Саут Парк“.

## Дискография
Студийни албуми
- I've Got So Much to Give (1973)
- Stone Gon' (1973)
- Can't Get Enough (1974)
- Just Another Way to Say I Love You (1975)
- Let the Music Play (1976)
- Is This Whatcha Wont? (1976)
- Barry White Sings for Someone You Love (1977)
- The Man (1978)
- I Love to Sing the Songs I Sing (1979)
- The Message Is Love (1979)
- Sheet Music (1980)
- Beware! (1981)
- Change (1982)
- Dedicated (1983)
- The Right Night & Barry White (1987)
- The Man Is Back! (1989)
- Put Me in Your Mix (1991)
- The Icon Is Love (1994)
- Staying Power (1999)